# Theodor Scheffer

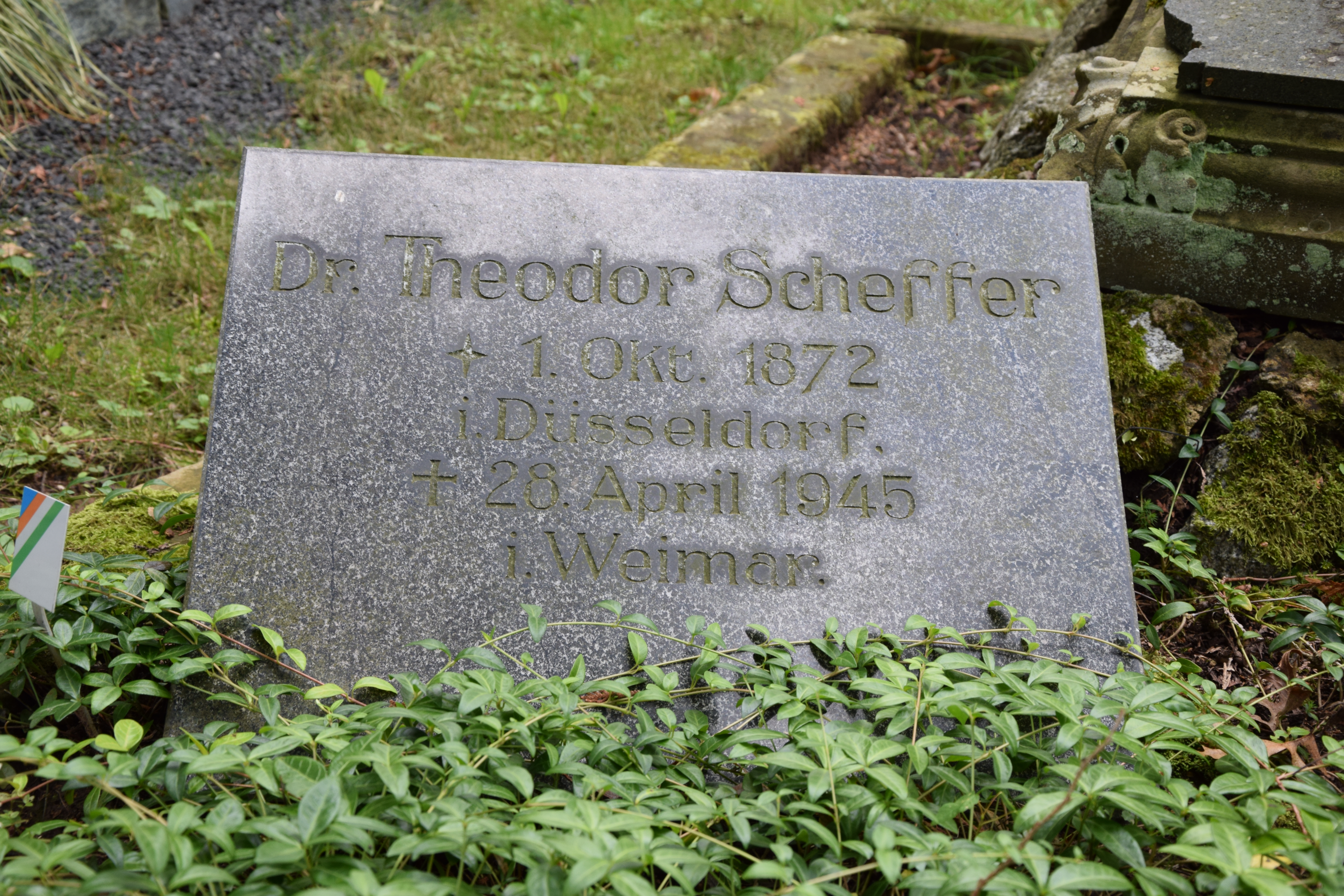
Grab von Theodor Scheffer auf dem Marburger Hauptfriedhof (2017)

Theodor Scheffer (* 1. Oktober 1872 in Düsseldorf; † 28. April 1945 in Weimar) war ein deutscher Pädagoge und zur Zeit des Nationalsozialismus Lehrbeauftragter an der Universität Jena.

## Leben
Scheffer wurde Pädagoge und fand Anschluss an den Reformpädagogen Berthold Otto, dessen erste Schriften er verlegte. Nachdem Scheffer 1919 mit der Arndthochschule in Berlin das Modell einer deutschen Volkshochschule zu entwickeln versucht hatte, gründete er 1922 in Bad Berka in einem ehemaligen Landschulheim die Deutsche Heimatschule. Diese Schule diente zugleich den Artamanen als Schulungsstätte.
Scheffer kooperierte mit Hans Hahne und Peter Petersen und gründete mit ihnen die Mitteldeutsche Arbeitsgemeinschaft. Am 9. Mai 1934 beantragte Petersen, unterstützt durch Hans F. K. Günther, einen Lehrauftrag für Scheffer, der jedoch vom Reichsbildungsministerium abgelehnt wurde. 
1937 wurde Scheffer Dozent für Politische Pädagogik in Jena, nachdem sich Heinrich Himmler für ihn eingesetzt hatte. In einem Brief schrieb Himmler: „Scheffer stand immer gegen die Roten, war immer antisemitisch, immer großdeutsch und setzte sich früh für die Artamanenbewegung ein.“

## Schriften (Auswahl)
- Zwischen Vergangenheit und Zukunft. Betrachtungen über den geschichtlichen Weg Deutschlands, 1915.
- Grundsätzliches zur Neugestaltung von Erziehung und Unterricht, 1934.
- Das Reich der Deutschen. Deutsche Geschichte in kurzer Darstellung, 1942.